# Homonnai Albert
Homonnai Albert, született Hartman Adolf (Nagyvárad, 1882. június 16. – Budapest, Ferencváros, 1911. szeptember 4.) költő, drámaíró, műfordító.

## Élete
Hartman (Hartmann) Mór és Lőwi (Lövy) Irén fia. Középiskolai tanulmányait követően a Budapesti Tudományegyetemen filozófiát hallgatott. Pályáját Nagyváradon kezdte, ahol 1906-ban tűnt fel Az ifjú Csokonai című drámájával, mellyel megnyerte a debreceni Csokonai Színház pályadíját, s 1906-ban ugyanott színre is vitték. Másik drámáját, a Gyges és Tudót, mely modern volt, azonban formájában, miliőjében a görög klasszikusokhoz hasonlított, a Magyar Színház mutatta be 1910-ben. Ugyanebben az évben jelent meg Oberammergaui passiójátékok című könyve, mely nagy feltűnést keltett. Halálát agydaganat okozta.

## Művei
- Kagylógyöngyök (versek, 1904)
- Az ifjú Csokonai (1906)
- Gyges és Tudó
- Oberammergaui passiójátékok (1910)

### Fordítások
- Sophus Michaëlis: Forradalmi nász (eredetileg: Revolutionsbryllup, színmű)